# Västerkvarn kraftstation
Västerkvarns kraftstation är ett vattenkraftverk i Kolbäcksån som ursprungligen byggdes 1915. Det har renoverats 2016 och försetts med effektivare elutrustning och en vandringsväg för fisk (fisktrappa). Västerkvarns kraftstation drivs av Mälarenergi.

## 1915 års kraftverk
Det ursprungliga kraftverket byggdes av Surahammars bruk och var klart 1915. Det var försett med tre horisontalaxlade ASEA generatorer typ G212 med varsin magnetiseringsgenerator och tre Francisturbiner tillverkade i Kristinehamns mekaniska verkstad. Normal  årsproduktion 1929 var 7,3 GWh. Kraftverket var i drift till 2015, när ombyggnaden började.

## 2016 års kraftverk
Västerkvarns kraftverk byggdes om år 2015 - 2016. Man har bytt turbinerna och det elektriska och förbättrat dammen samt installerat en fiskväg. Kraftverket invigdes i augusti 2016. Nu finns det tre generatorer och kaplanturbiner levererade av Kössler GmbH & Co KG. Man räknar med femton procents ökning av energiproduktionen. 

## Vandringsväg för fisk
Vandringshindret för fisk från Mälaren är nu borta i Västerkvarns kraftverk. Kraftverkets fiskväg är av typen slitsränna som består av 17 bassänger för stegvis förflyttning uppströms. Fiskarna leds in i ett rör med en fiskräknare där man indikerar och fotograferar fiskar som passerar. Man har registrerat förbisimmande asp, öring,  ål, löja, mört, braxen och abborre. Nedströms passage av fisk är utformat så att kraftverksintaget har tätare grindar så att fisken inte åker in i turbinerna samtidigt som det finns en speciell bred utgång för fisk som leder till en ränna tillbaka till ner Kolbäcksån nedströms kraftverket.